# Hannibal (hattyú)
Hannibal a neve annak a hím hattyúnak, amelyik megtámadott 37 másik hattyút, akik közül 15 állattal végzett is. A hattyú a walesi Pembrokeshire megyében élt, a Pembrokeshire városában található Castle Pond-tóban, nem messze a pembroke-i vártól. 2010 februárjában az állat egyre agresszívabbá vált és elkezdte társait megtámadni, szárnyaival verdeste, lábaival rugdosta, és csőrével csipkedte őket.
Hím hattyúknál előfordul, hogy agresszíven lépnek fel, ha családjuk védelmezéséről van szó, ám ezt idősebb korukra kinövik. Maria Evans vadállatokkal és viselkedésükkel foglalkozó szakember szerint számos tényező játszhatott szerepet Hannibal agresszivitásának kialakulásában, ide sorolva a gyenge vízminőséget, a korlátozott mennyiségben fellelhető táplálékot, szennyezést, ólommérgezést, illetve annak a lehetőségét, hogy Hannibal egy horgászok által elhagyott horog lenyelése miatti fájdalmát vezette ily módon le. Hannibal erőszakos viselkedése kizárólag hattyú társaira terjedt ki, emberekre azonban nem, így sikerült az állatot befogni. 
Hannibal a támadásokkal csak azután hagyott fel, miután az egyik esetben megsérült az egyik szárnya. Maria Evans, miután megszerezte a szükséges engedélyt a hatóságoktól, befogta és elszállította az állatot a Tinker's Hill Bird of Prey and Swan Rescue Centre állatközpontba, ahol a hattyú sérüléseit ellátták és fájdalomcsillapítót is kapott.

## Fordítás
Ez a szócikk részben vagy egészben  a   Hannibal (swan) című angol Wikipédia-szócikk ezen változatának fordításán alapul.  Az eredeti cikk szerkesztőit annak laptörténete sorolja fel. Ez a jelzés csupán a megfogalmazás eredetét és a szerzői jogokat jelzi, nem szolgál a cikkben szereplő információk forrásmegjelöléseként.